# African Safari Airways
African Safari Airways (ASA) es una aerolínea con base en Mombasa, Kenia. Opera vuelos chárter de lujo y de paseo entre Europa y Kenia, sirviendo para llevar turistas europeos a los principales parques naturales del este de África y a otras atracciones turísticas en el área.

## Historia
La aerolínea fue creada el 1 de agosto de 1967 e inició operaciones el 31 de diciembre de 1967 con un vuelo entre Zúrich y Mombasa. Forma parte del grupo African Safari Club que también controla ocho hoteles en la costa de Kenia y seis refugios y campos para safaris.

## Destinos
Africa Safari Air opera los siguientes servicios (en agosto de 2009):

### África
- Kenia
  - Mombasa (Aeropuerto Internacional Moi) Hub
- Uganda
  - Kampala (Aeropuerto Internacional de Entebbe)

### América
- - Nueva York(Aeropuerto Internacional de Nueva York-John F. Kennedy)
  - Halifax (Aeropuerto de Halifax)

### Unión Europea
- - Londres (Aeropuerto de Londres Gatwick)

## Flota
Su flota consta de cinco Airbus A310-308 (enero de 2010).

### Flota retirada
Entre 1992 y 2002, Africa Safari Air operó un McDonnell Douglas DC-10 (5Y-MBA), sin embargo este ya fue retirado de servicio.